# Río Jaricheta
Le río Jaricheta est un cours d'eau de l'Amazonie vénézuélienne. Situé dans l'État d'Amazonas, il est un sous affluent de l'Orénoque et se jette en rive gauche dans le río Ventuari dont il est l'un des premiers affluents à proximité de la localité de Tauañuña.